# Neue Isenburg

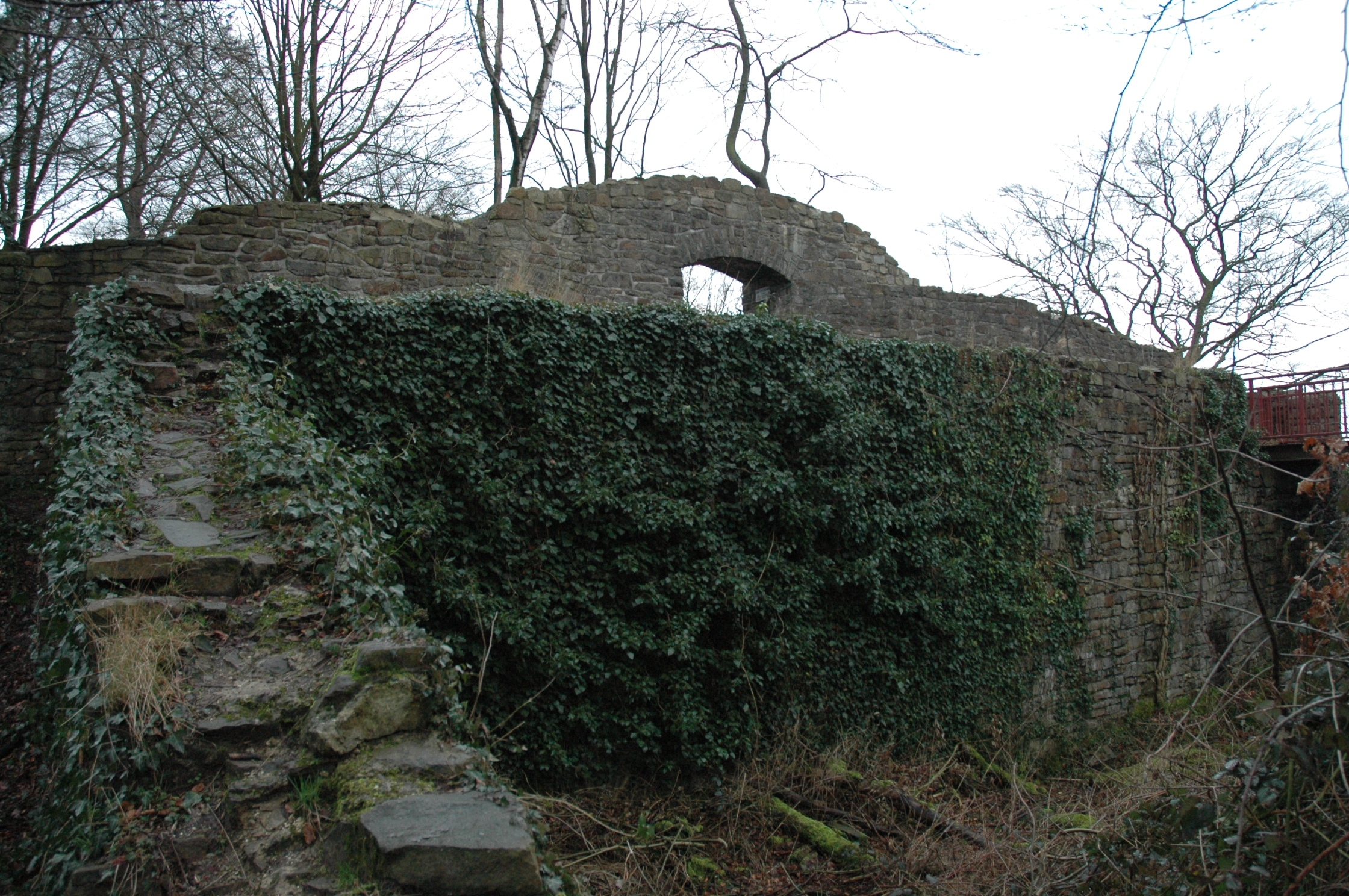
Zwingermauer und das dahinter liegende Tor der Neuen Isenburg

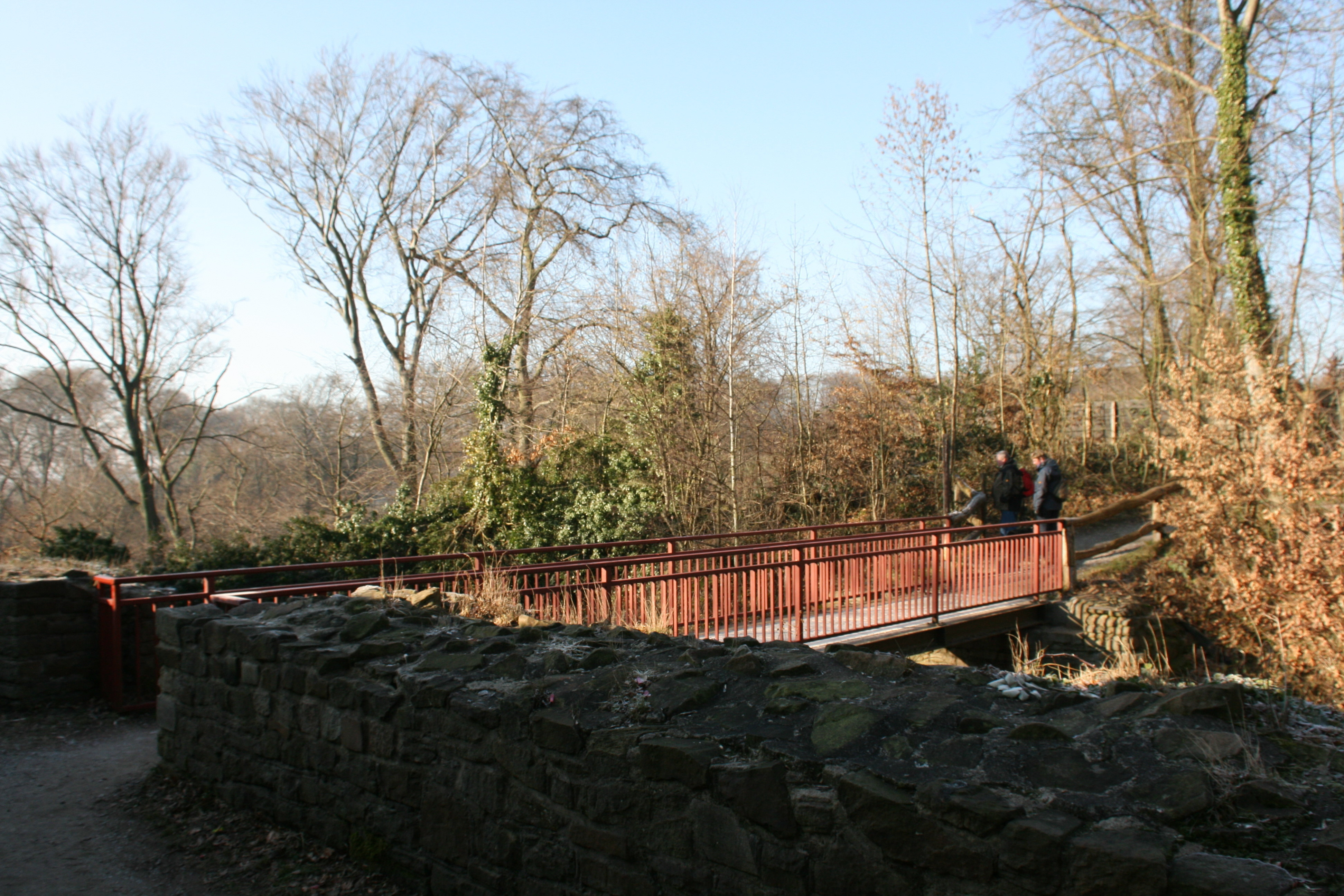
Der Eingangsbereich der Neuen Isenburg mit rekonstruierter Brücke

Die Neue Isenburg ist eine Burgruine im Essener Stadtteil Bredeney. Sie ist nach der Hattinger Isenburg benannt und wurde 1288 zerstört.
Die Anlage wurde um 1240 von Graf Dietrich von Altena-Isenberg auf einem etwa 150 Meter hohen Bergsporn des Brembergs oberhalb der Ruhr erbaut. Das felsige Burgareal ist im Osten und Westen durch tiefe Bachtäler und an der Südseite durch einen steil abfallenden Hang zur Ruhr begrenzt. Die Burg war damit leicht zu verteidigen und besaß zudem eine strategisch günstige Lage in der Nähe der Kölnischen Straße und des Hellwegs.
48 Jahre nach ihrem Bau wurde die Burg bereits wieder zerstört und verfiel danach zu einer Ruine. Zu Beginn des 20. Jahrhunderts waren kaum noch oberirdische Spuren von ihr zu sehen. Erst eine Ausgrabung in den Jahren 1927 bis 1933 legte den heute sichtbaren Baubestand wieder frei.
Die Neue Isenburg ist Eigentum der Stadt Essen und als Bau- und Bodendenkmal geschützt. Die Ruine ist frei zugänglich und kann kostenlos besichtigt werden.

## Geschichte
Dietrichs Vater, Friedrich von Isenberg, wurde im November 1226 wegen der Tötung des Kölner Erzbischofs Engelbert von Berg hingerichtet. Seine Burgen, darunter auch die Isenburg in Hattingen, wurden zerstört, der Isenberger Besitz eingezogen und unter dem Erzbistum Köln sowie den Grafen von der Mark aufgeteilt. Damit wechselten nicht nur Grundbesitz und Lehnsrechte, sondern es kamen auch die einträglichen Vogteien über die wohlhabenden Reichsabteien Werden und Essen von den Isenbergern an Kurköln.
Dietrich forderte als ältester Sohn Friedrichs ab etwa 1230 den gesamten Besitz einschließlich der verlorenen Rechte zurück. Darüber entbrannten die sogenannte Isenberger Fehde zwischen ihm und seinem Onkel Heinrich IV. von Limburg auf der einen Seite sowie Graf Adolf I. von der Mark gemeinsam mit dem Kölner Erzbischof Konrad von Hochstaden auf der anderen Seite.
Um seinen Erbanspruch auf die Schutzherrschaft über die Abteien Essen und Werden durchzusetzen, ließ er um 1240 auf dem Grund und Boden Werdens die „neue“ Isenburg errichten. Grabungsfunde, wie zum Beispiel Keramikscherben, haben aber gezeigt, dass der Felssporn schon in früherer Zeit besiedelt war.
1243 fand die Fehde ein Ende, und Dietrich erhielt einen Teil des väterlichen Besitzes zurück. Da der Erzbischof die lukrativen Vogteien aber nicht wieder hergeben wollte, ließ er das „castrum Hisinbergh“ im Jahr 1244 belagern und konnte es auch erobern. Konrad von Hochstaden setzte anschließend Heinrich von Sayn als Burgvogt ein, der von der Isenburg aus die Kölner Interessen vertrat. Die Anlage wurde als Bastion im Kampf gegen die märkischen Grafen und als Gefängnis genutzt. Prominente Gefangene waren zum Beispiel der Paderborner Bischof Simon I. von Lippe und Graf Adolf I. von Waldeck.
Am 22. Februar 1248 verzichtete Dietrich von Isenberg zugunsten Kölns auf die Rechte an der Burg sowie den Vogteien über Essen und Werden und zog sich auf seine Limburg bei Hagen zurück. In der Folgezeit diente die Neue Isenburg als Verwaltungssitz und militärischer Stützpunkt des Kölner Erzstifts.
Nach der Niederlage Siegfrieds von Westerburg in der Schlacht von Worringen nutzte einer der Sieger, Graf Eberhard I. von der Mark, die Schwäche Kurkölns, um mehrere Kölner Besitzungen zu erobern; darunter auch die Neue Isenburg, die er 1288 schleifen ließ. Sie wurde danach nicht wieder aufgebaut.
Die Anlage verfiel immer mehr zu einer Ruine. Um 1900 waren nur noch wenige Mauerreste von ihr zu sehen, das meiste war unter Erde und Trümmern begraben. Im Areal der Kernburg war ein Ausflugslokal eingerichtet.
Unter der Leitung von Ernst Kahrs, dem damaligen Leiter des Ruhrlandmuseums, fand in der Zeit von 1927 bis 1933 eine Freilegung und teilweise Aufmauerung der heute sichtbaren Bausubstanz statt. 1975 bis 1979 folgten auf Initiative des damaligen Direktors des Essener Stadtwald-Gymnasiums, Leo Fonrobert, kleinere Sicherungsarbeiten und Ausgrabungen, zum Teil als Projekt des Gymnasiums, deren Funde heute im Ruhrmuseum ausgestellt sind.

## Beschreibung

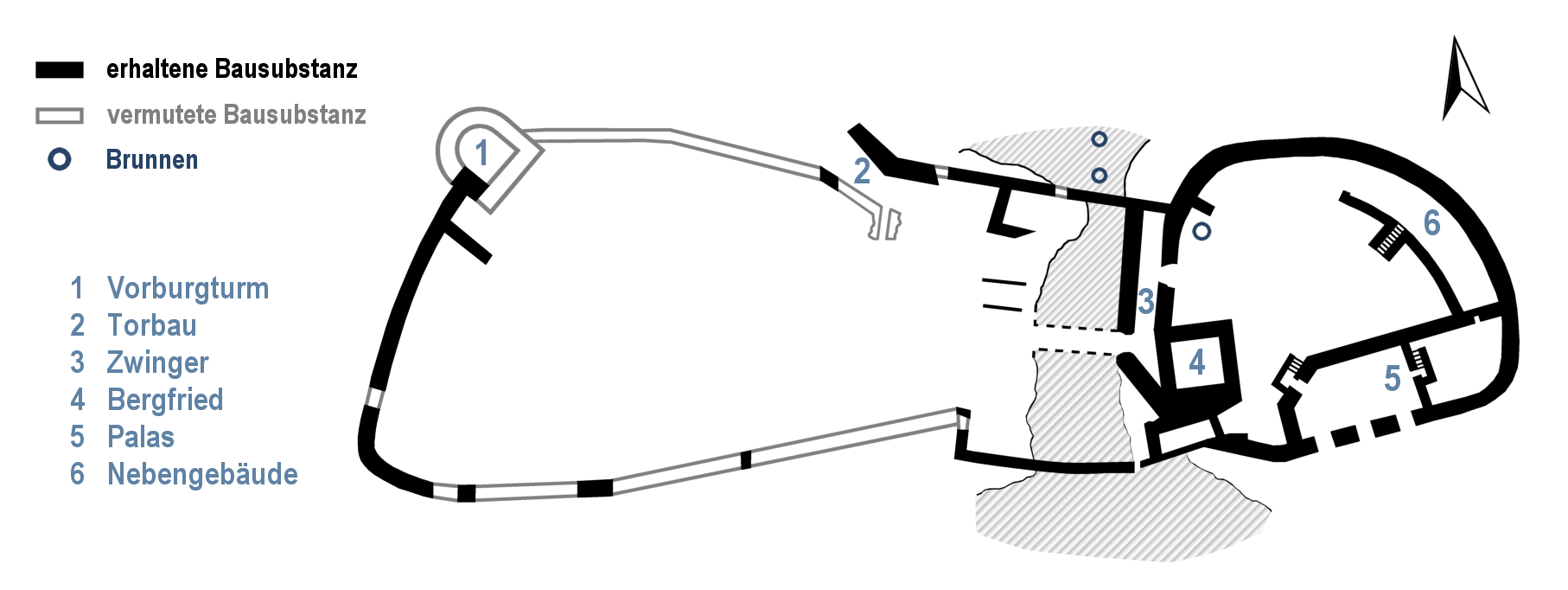
Schematischer Grundriss der Ruine

Mit zirka 135 mal 45 Meter Ausmaß stellte die Neue Isenburg eine der größten Burganlagen der Region dar. Sie war komplett aus Ruhrsandstein erbaut, der direkt aus dem Burgfelsen gewonnen wurde. Ihre Bauten waren fast vollständig durch einen Graben umgeben, in dem sich an der Nordseite zwei Brunnen befanden.
Die Anlage ist in eine Vorburg und eine Kernburg unterteilt, die durch einen vier bis fünf Meter tiefen und zehn Meter breiten Graben voneinander getrennt sind. Eine moderne Holzbrücke ersetzt heute die ehemalige Zugbrücke, die früher die einzige Zugangsmöglichkeit zur Hauptburg bildete. Insgesamt 15 in den Fels gehauene Treppen verbanden die Gebäude und terrassenartigen Burgabschnitte. Es sind jedoch nur drei davon erhalten.

### Vorburg

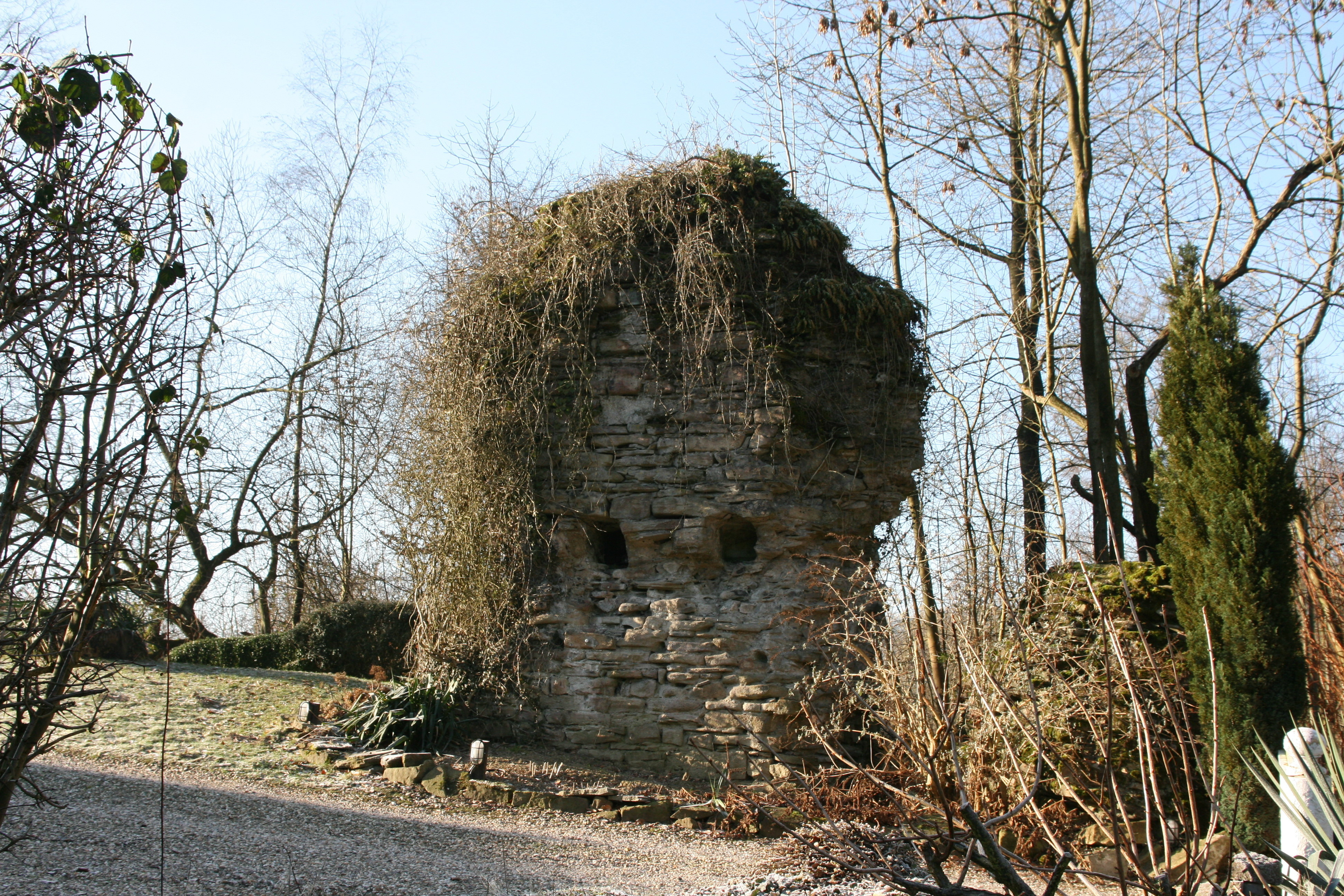
Torbau der Vorburg

Das Vorburgareal misst etwa 45 mal 75 Meter und ist von einer etwa 180 Meter langen, bis zu zwei Meter dicken Ringmauer umgeben. Sein Torbau befindet sich in der nordöstlichen Ecke und ist nur noch teilweise erhalten. In der Nordwest-Ecke existieren noch die 4,5 Meter hohen Reste eines acht Meter breiten Turms mit hufeisenförmigem Grundriss. Er war einer von insgesamt acht Türmen zum Schutz der Anlage.
Das in diesem Bereich stehende Fachwerkhaus wurde erst im 20. Jahrhundert errichtet.

### Kernburg

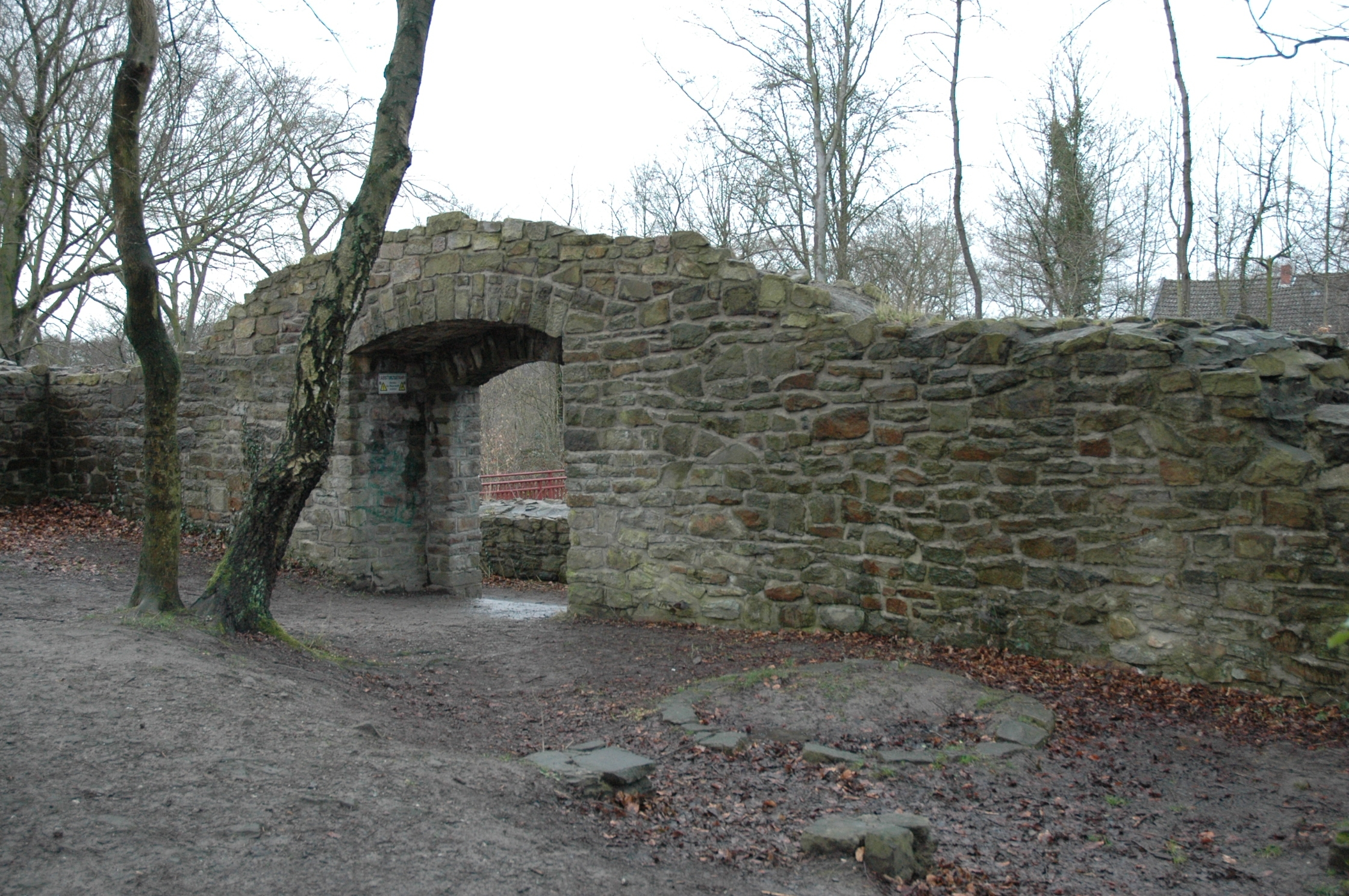
Tor der Kernburg; im Vordergrund der rekonstruierte Brunnen

Die Kernburg besitzt einen ovalen Grundriss mit Ausmaßen von ungefähr 45 mal 37 Metern, ihre Ringmauer eine Stärke von bis zu zwei Metern. Ihr ist in Richtung Vorburg ein Zwinger als zusätzlicher Schutz für den Eingang vorgelagert.
Entlang der Innenseite der Ringmauer gruppierten sich mehrere Gebäude um einen Innenhof, von denen größtenteils nur noch Fundamente erhalten sind. In der Südwest-Ecke stehen die Überreste des quadratischen Hauptturms mit einer Seitenlänge von 8,75 Metern. Die 1,8 Meter dicken Mauern dürften einst wohl mindestens 20 Meter hoch gewesen sein.
Dem Bergfried schloss sich östlich früher ein schmaler Bau an, dessen Keller noch erhalten ist. Das Gebäude diente als Verbindung zum ehemals drei Geschosse umfassenden Palas. Eine Treppe führte zu seinem Eingang, der etwas über dem Niveau des Innenhofs lag. Das Erdgeschoss wurde von zwei Räumen eingenommen, von denen der größere drei noch erhaltene Fensternischen besaß. Seine Decke wurde von einer zentralen Säule gestützt, wovon steinerne Reste dieser Stütze zeugen.
Sich an den Palas anschließend stehen im Osten die Mauerstümpfe eines schmalen Nebengebäudes, dessen Zweck bisher nicht geklärt ist; sowohl eine Nutzung als Wirtschaftsgebäude als auch als Wohngebäude sind denkbar. Eine Treppe führt in sein Kellergeschoss.
Der insgesamt dritte Brunnen der Burganlage befindet sich an der nördlichen Seite des Hofes und ist heutzutage rekonstruiert.